# Hedda Nova
Hedda Nova foi uma atriz nascida na Ucrânia  e radicada no cinema estadunidense, que iniciou sua carreira na era do cinema mudo e atuou em 25 filmes entre 1917 e 1926.

## Biografia
Nasceu Hedda Puscewski em Odessa, na região que então compreendia o Império Russo, e que atualmente é a Ucrânia. Seu pai era um fabricante de pianos, e Hedda foi educada em um colégio alemão.
Seu primeiro filme foi The Bar Sinister, em 1917, pela Edgar Lewis Productions Inc. Em 1918, atuou no seriado A Woman in the Web, pelo Vitagraph Studios, no papel da Princesa Olga Muratoft.
Durante 17 anos foi atriz de cinema nos Estados Unidos, mas na transição do cinema mudo para o sonoro, não se adaptou, por dificuldades de falar a língua inglesa sem sotaque. Seu último filme foi My Own Pal, em 1926, pela Fox Film, ao lado de Tom Mix. Não mais retornou às telas de cinema.

## Vida pessoal
Casou com o ator e cineasta Paul Hurst em 4 de novembro de 1919.
Faleceu em Atascadero, Califórnia, em 16 de janeiro de 1981.

## Filmografia parcial

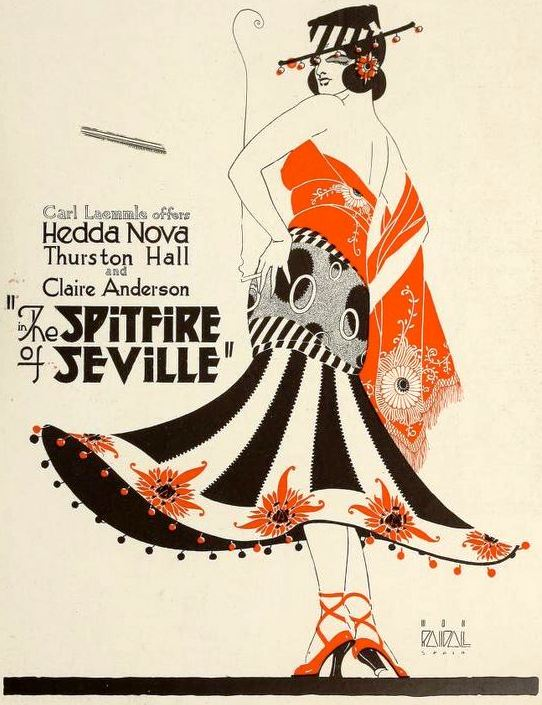
Cartaz do filme The Spitfire of Seville (1919), estrelado por Hedda Nova, Motion Picture News, 19-07-1919, p. 720.

- The Bar Sinister (1917)
- A Woman in the Web (1918)
- The Crimson Gardenia (1919)
- The Spitfire of Seville (1919)
- The Mask (1921)
- Golden Silence (1923)
- The Gold Hunters (1925)
- My Own Pal (1926)